# Praseodimi
El praseodimi és un element químic el símbol del qual és Pr i que té un nombre atòmic de 59. Pertany al 6è període de la taula periòdica; a la sèrie dels lantanoides; i, amb aquests, al conjunt de les terres rares. És un metall mal·leable, dúctil i tou, amb una aparença argentada i sòlid a temperatura ambient. Fou descobert el 1885 per Carl Auer von Welsbach. El nom ve del grec πράσινος, prasinos, que vol dir verd, i δίδυμος, didymos, que vol dir bessó. Té aquest nom a causa de la coloració verda del seu òxid. S'empra per a fabricar vidres que filtren la llum ultraviolada, imants i en aliatges.

## Història

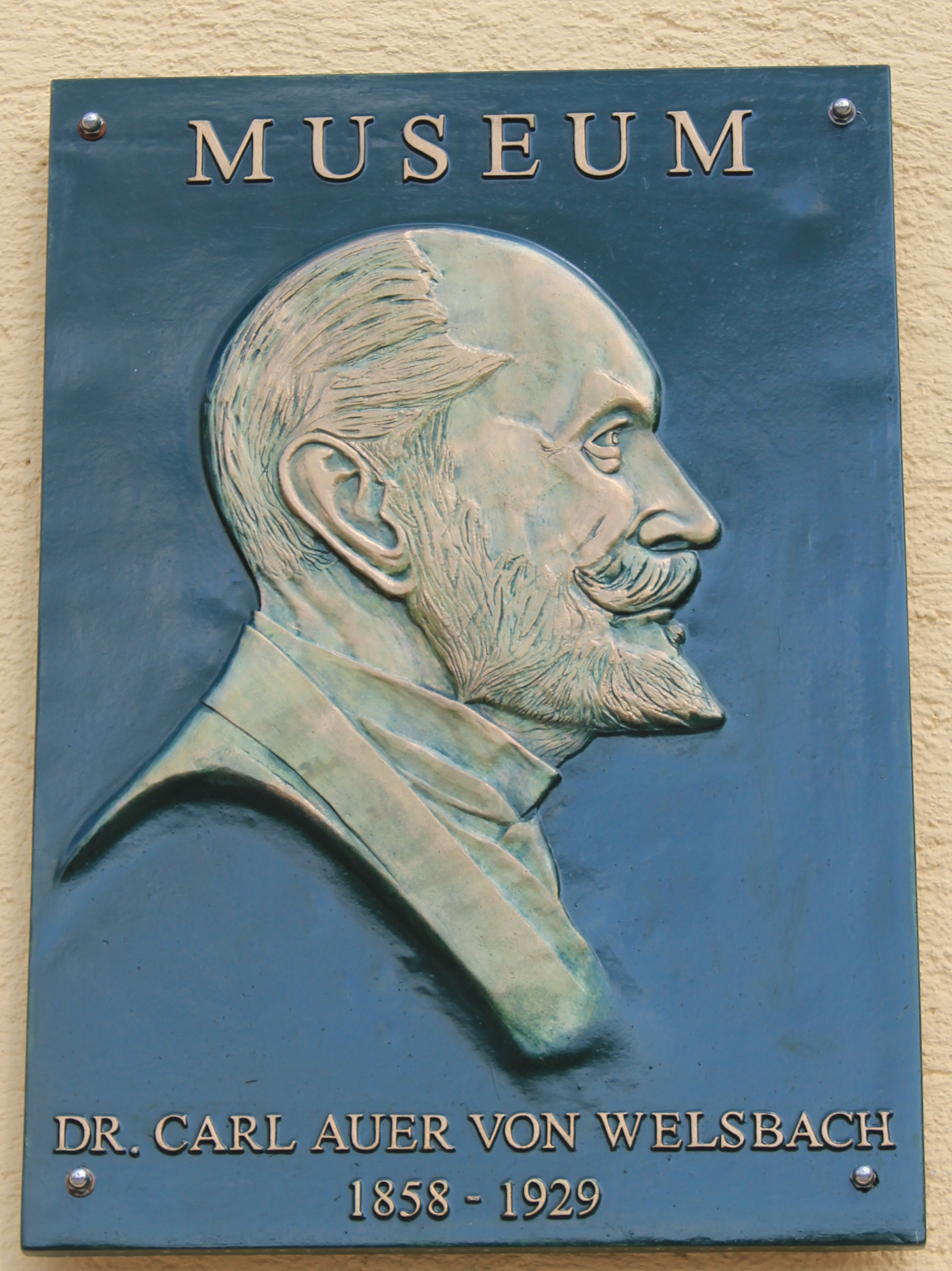
Placa a l'entrada del museu dedicat a Carl Auer von Welsbach a Althofen.

L'any 1841, el químic suec Carl Gustav Mosander (1797–1858) obtingué el lantani com una impuresa d'una mostra de ceri Però en aquesta extracció també detectà un residu, el qual anomenà didimi (del grec δίδυμος, didymos, bessó). Més tard, l'any 1885, el químic austríac Carl Auer von Welsbach (1858–1929) aconseguí separar el didimi en dos altres elements: el neodimi (del grec νέος, neos, nou, i δίδυμος, didymos, bessó) i el praseodimi (del grec πράσινος, prasinos, verd, i δίδυμος, didymos, bessó).
A finals del 1920, Leo Moser (fill del fundador de Moser Glassworks) investigà l'ús del praseodimi en la coloració de vidres. El resultat fou un vidre verd-groguenc, que anomenà Prasemit. Però la mateixa coloració es podia obtenir amb altres mètodes molt més barats del que costava el praseodimi en aquella època, cosa que aturà la seva producció. Moser també combinà praseodimi i neodimi i aconseguí un vidre que anomenà Heliolit. Aquest vidre filtra la llum groga intensa i protegeix dels raigs ultraviolats UVA, fent que siguin ideals, per exemple, per protegir la vista dels obrers que treballen en una forja.
El praseodimi fou preparat relativament pur el 1931 i completament pur el 1951 pel físic de la Universitat Estatal d'Iowa F.H. Spedding (1902–1984) a l'Ames Laboratory Iowa, EUA, a partir d'òxid de praseodimi impur que el fe reaccionar amb fluorur d'hidrogen a 700 °C per obtenir fluorur de praseodimi(III) {\displaystyle {\ce {PrF3}}}, que reduït a elevades temperatures amb calci dona lloc a praseodimi metàl·lic de molt alta puresa.

## Estat natural i obtenció

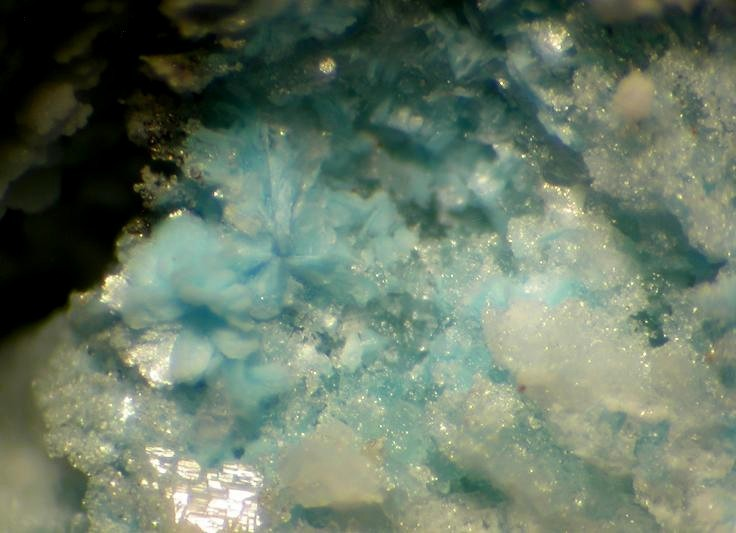
El mineral paratooïta-(La) conté la proporció més gran de praseodimi.

El praseodimi és un dels lantanoides més abundants a la Terra, essent quatre vegades més abundant que l'estany. Ocupa la posició 39a per abundància amb una concentració mitjana a l'escorça terrestre de 9,5 ppm. Aquest metall representa un 0,000 8 % del pes del sòl terrestre, i només un 0,000 000 000 1 % del pes d'aigua salada en la Terra. No hi ha gairebé praseodimi en l'atmosfera. Se'l pot trobar en unes quantes desenes de minerals, però en tots ells en proporcions baixes. Els minerals que el contenen en més d'un 3 % són: paratooïta-(La) 6,89 %, kozoïta-(Nd) 6,87 %, wakefieldita-(La) 6,11 %, fergusonita-beta-(Nd) 4,94 %, fergusonita-beta-(Ce) 4,88 %, kozoïta-(La) 3,69 %, fluorbritholita-(Ce) 3,11 % i aluminocerita-(Ce) 3,10 %.
Industrialment, en l'actualitat s'extreu dels minerals del grup de la monazita i del grup de la bastnäsita. Malgrat que el praseodimi hi és present en proporcions molt baixes, s'obté juntament amb d'altres lantanoides, per la qual cosa és un procés rendible. S'ha calculat que existeixen reserves de praseodimi que superen els 2 milions de tones, essent la producció anual mundial de l'òxid és de 2 500 tones. Els jaciments més importants es troben a la Xina, els EUA, el Brasil, l'Índia, Sri Lanka i Austràlia.
Aquest element se separa comercialment i es purifica mitjançant tècniques d'extracció líquid-líquid i de bescanvi d'ions. El metall es prepara mitjançant electròlisi d'halogenurs anhidres fusionats o mitjançant la reducció metal·lotèrmica del seu fluorur {\displaystyle {\ce {PrF3}}} o clorur {\displaystyle {\ce {PrCl3}}} amb calci. La reacció que té lloc és la següent:
{\displaystyle {\ce {2PrF3 + 3Ca -> 2Pr + 3CaF2}}}

## Propietats

### Propietats físiques
El praseodimi és un metall tou, mal·leable i dúctil amb una duresa similar a la de la plata. La seva densitat és de 6,773 g/cm³, el seu punt de fusió 931 °C i el punt d'ebullició 3 520 °C.
La configuració electrònica del praseodimi és [Xe]4f ³6s². Existeix de dues formes al·lotròpiques. La fase α té una estructura cristal·lina de doble empaquetatge hexagonal a temperatura ambient, i la fase β cúbica centrada en el cos a 821 °C.
El praseodimi és fortament paramagnètic i un monocristall s'ordenarà antiferromagnèticament a 0,03 K o –273,12 °C. Tanmateix, si el praseodimi es tensa, pot ordenar-se a temperatures d'uns 20 K o –253 °C.

### Propietats químiques
El praseodimi s'oxida lentament exposat a l'aire i es crema fàcilment per formar l'òxid de praseodimi(III,IV) de fórmula aproximada {\displaystyle {\ce {Pr6O11}}}:
{\displaystyle {\ce {12 Pr + 11 O2 -> 2 Pr6O11}}}És lleugerament més resistent a l'oxidació que altres lantanoides, com el ceri, l'europi o el neodimi. Però quan s'oxida es forma una capa verda que no el protegeix d'oxidar-se més. Així doncs, cal protegir el praseodimi amb algun oli mineral o segellat amb plàstic.
És força electropositiu i actua majoritàriament com a trivalent (perd dos electrons s i un d'f), com la majoria dels altres lantanoides, ja que els altres dos electrons 4f (configuració [Xe]4f ³6s²) estan massa fortament units al nucli atòmic perquè els orbitals 4f penetren més dins el nigul d'electrons. No obstant això, el praseodimi pot continuar perdent un quart, i fins i tot de vegades un cinquè electró de valència, perquè la càrrega nuclear encara és prou baixa i l'energia de la subcapa 4f prou alta per a permetre l'eliminació d'electrons de valència addicionals. Reacciona lentament amb aigua freda i força ràpidament amb aigua calenta per formar hidròxid de praseodimi(III):
{\displaystyle {\ce {2 Pr(s) + 6 H2O(l) -> 2 Pr(OH)3(aq) + 3 H2(g)}}}

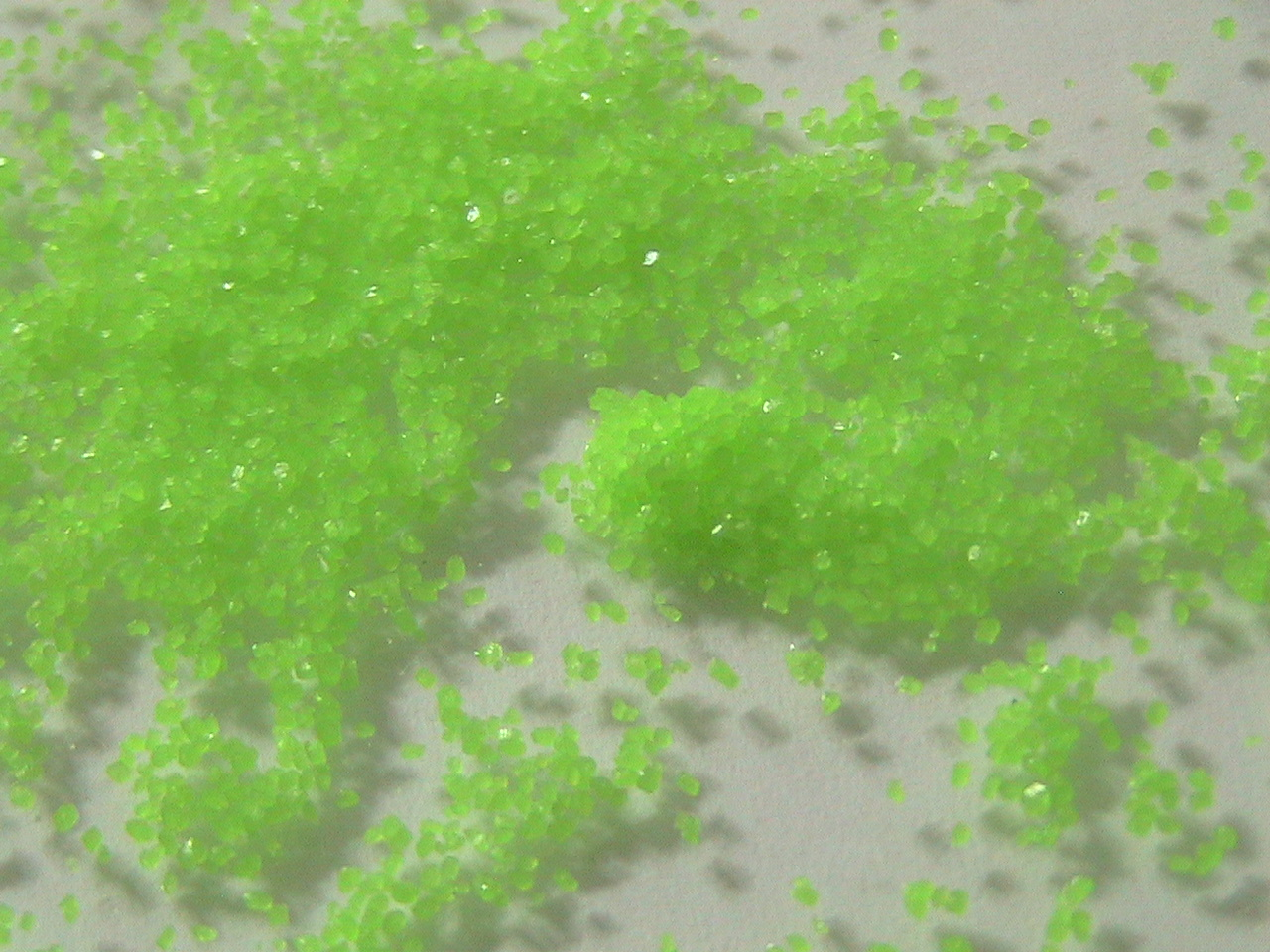
Sulfat de praseodimi(III)—aigua(1/8) Pr2(SO4)3*8H2O.

Reacciona amb tots els halògens donant els corresponents halogenurs de praseodimi(3+):{\displaystyle {\ce {2 Pr (s) + 3 F2 (g) -> 2 PrF3 (s) [verd]}}}{\displaystyle {\ce {2 Pr (s) + 3 Cl2 (g) -> 2 PrCl3 (s) [verd]}}}{\displaystyle {\ce {2 Pr (s) + 3 Br2 (g) -> 2 PrBr3 (s) [verd]}}}{\displaystyle {\ce {2 Pr (s) + 3 I2 (g) -> 2 PrI3 (s)}}}
Es dissol fàcilment en àcid sulfúric diluït per formar solucions que contenen els ions praseodimi(3+), que existeixen com a complexos {\displaystyle {\ce {[Pr(OH2)9]^3+}}}.

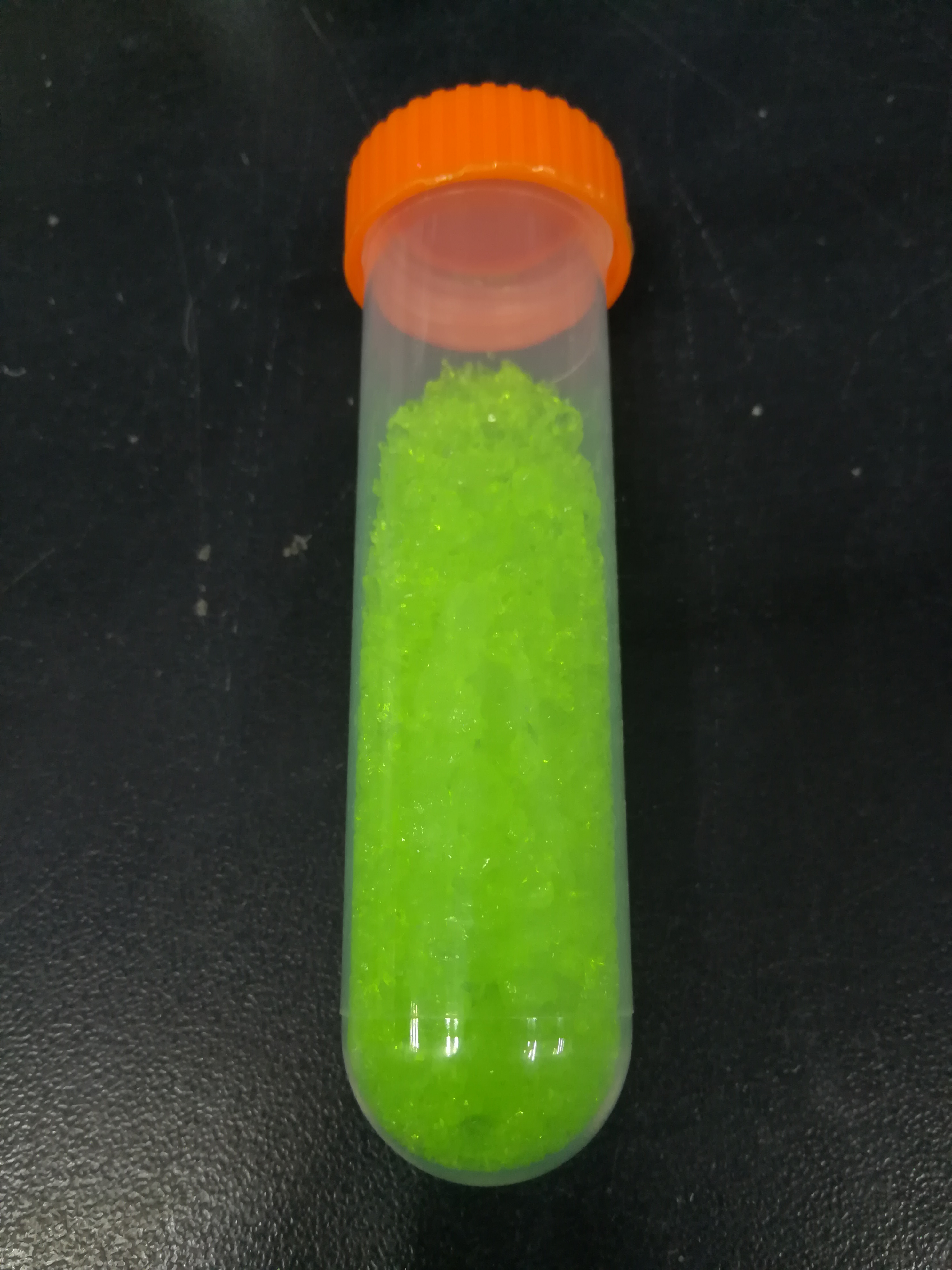
Nitrat de praseodimi(III)—aigua(1/6) Pr(NO3)3*6H2O

Altres composts de praseodimi(3+) són: el nitrat de praseodimi(III) {\displaystyle {\ce {Pr(NO3)3}}}, el nitrat de praseodimi(III)—aigua(1/6) {\displaystyle {\ce {Pr(NO3)3*6H2O}}}, el bromat de praseodimi(III) {\displaystyle {\ce {Pr(BrO3)3}}}, el carbonat de praseodimi(III)—aigua(1/8) {\displaystyle {\ce {Pr2(CO3)3*8H2O}}}, l'òxid de praseodimi(III) {\displaystyle {\ce {Pr2O3}}}, el perclorat de praseodimi(III)—aigua(1/6) {\displaystyle {\ce {Pr(ClO4)3*6H2O}}}, el sulfat de praseodimi(III)—aigua(1/8) {\displaystyle {\ce {Pr2(SO4)3*8H2O}}}, el sulfur de praseodimi(III) {\displaystyle {\ce {Pr2S3}}}, el tel·lurur de praseodimi(III) {\displaystyle {\ce {Pr2Te3}}}, l'hexaborur de praseodimi {\displaystyle {\ce {PrB6}}}, el nitrur de praseodimi {\displaystyle {\ce {PrN}}} o el silicur de praseodimi {\displaystyle {\ce {PrSi2}}}.
La majoria de composts del praseodimi són compostos de praseodimi(3+), però també n'hi ha uns pocs de praseodimi(2+) com el iodur de praseodimi(II) {\displaystyle {\ce {PrI2}}}; i de praseodimi(4+) com el fluorur de praseodimi(IV) {\displaystyle {\ce {PrF4}}}.

## Isòtops
El praseodimi natural està constituït completament per l'isòtop praseodimi 141. Excloent els isòmers nuclears, hom han identificat total de 38 isòtops radioactius del praseodimi que tenen nombres màssics des del 121 fins al 159 amb períodes de semidesintegració molt baixos, des dels 10 mil·lisegons (praseodimi 121) fins als 13,57 dies (praseodimi 143).

## Aplicacions

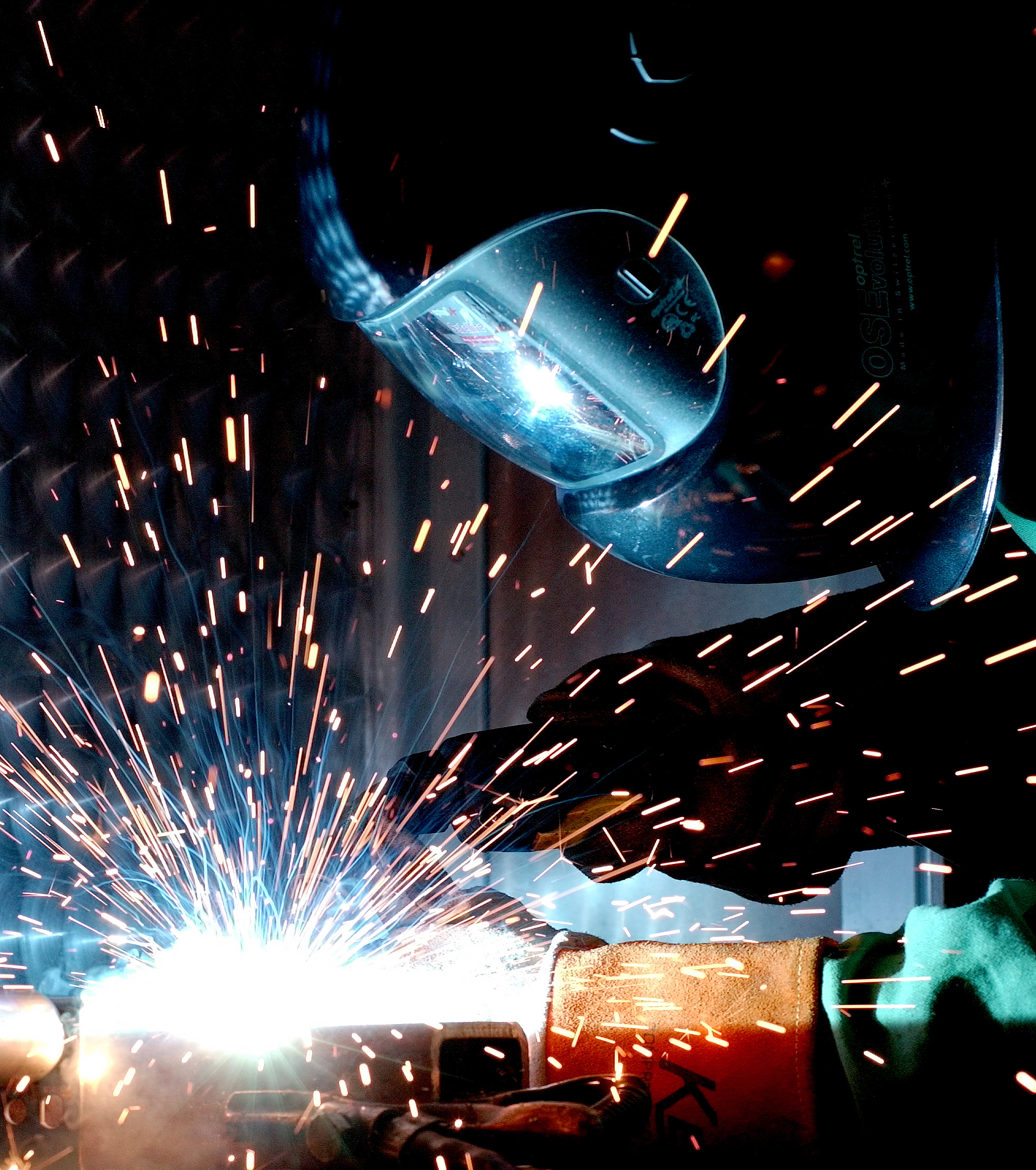
Ulleres de protecció per a la soldadura.

### Fabricació d'imants
Es produeixen imants de praseodimi aliat amb altres metalls les quals composicions més habituals són: {\displaystyle {\ce {Pr16Fe76B8}}}, {\displaystyle {\ce {Pr16Fe_{75,5}B8Zr_{0,5}}}}, {\displaystyle {\ce {Pr17Fe_{76,5}B5Cu_{1,5}}}} i {\displaystyle {\ce {Pr20Fe74B4Cu2}}}. El praseodimi també s'empra per a mantenir la força del camp magnètic dels imants de neodimi NdFeB tot i que estiguin sotmesos a altes temperatures.

### Indústria del vidre i la ceràmica
Les sals de praseodimi amb neodimi s'utilitzen en la fabricació dels vidres de les ulleres de protecció per a soldadura elèctrica, així com per a produir vidres protectors de la llum ultraviolada. En ceràmica, es fa servir òxid de praseodimi(III,IV) juntament amb òxid de zirconi(IV) {\displaystyle {\ce {ZrO2}}} com a pigment de color groc intens. També s'hi fabriquen pedres sintètiques de color verd usades com a substitutes de gemmes en bijuteria.

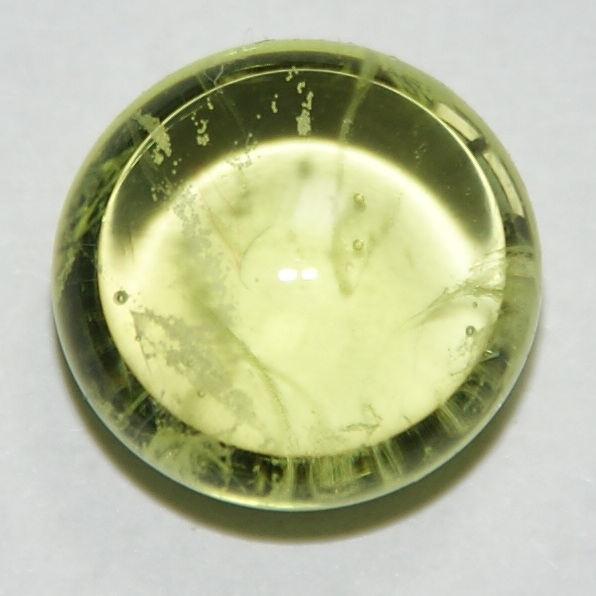
Vidre acolorit de groc amb òxid de praseodimi(III) Pr2O3.

### Generació d'energia
El praseodimi és fet servir juntament amb l'europi en la fabricació de bombetes de baix consum per a millorar la seva eficiència energètica.

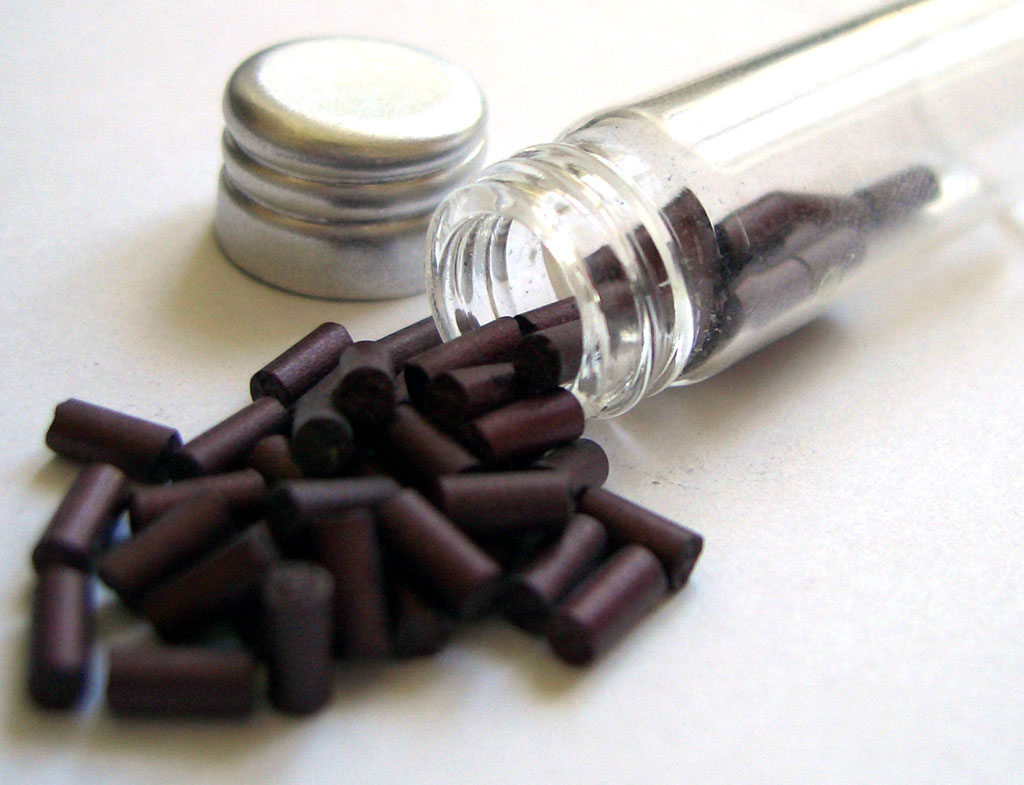
Pedres d'encenedor de ferroceri.

### Indústria metal·lúrgica
El praseodimi forma part, en petites proporcions de l'aliatge conegut com a mischmetall (de l'alemany Mischmetall, que significa 'metall mesclat'), format per aproximadament un 48–50% de ceri i un 32–34 % de lantani, 13–14 % de neodimi, 4–5 % de praseodimi i 1,5 % d'altres lantanoides. L'aliatge amb el magnesi forma un metall d'alta resistència que s'utilitza en els motors dels avions. El ferroceri, un aliatge format per un 41,8 % de ceri, un 24,2 % de lantani, un 20,8 % de ferro, un 4,4 % de neodimi, un 4,4 % de praseodimi i un 4,4 % de magnesi, s'usa per a fabricar pedres d'encenedor. L'aliatge {\displaystyle {\ce {PrNi5}}} presenta un efecte magnetocalòric intens i ha permès assolir temperatures de l'ordre dels milikelvin.

### Altres camps
En les làmpades d'arc elèctric, amb què s'il·luminen algunes escenes de pel·lícules, es fan servir elèctrodes de carboni dopats amb praseodimi per la seva tonalitat similar a la llum del dia.
Els compostos intermetàl·lics com el {\displaystyle {\ce {PrCo5}}} tenen una gran capacitat per absorbir hidrogen i són útils en la hidrogenació d'olefines.
S'ha demostrat que el praseodimi, igual que la resta de les terres rares, presenta molt baixa toxicitat, i recentment, les barreges de praseodimi i altres terres rares s'estan utilitzant com a additius en l'alimentació animal i fertilitzants a la Xina.